# 大島愼子
大島 愼子（おおしま ちかこ、1949年2月20日 - ）は、日本の広報PR専門家、教育者、評論家。研究分野はコミュニケーション戦略、航空事業、観光政策。
2023年現在は、国立大学法人筑波技術大学監事。researchmap会員ID 6000014649。

## 人物
東京都港区出身。聖心女子学院幼稚園、初等科、中等科、高等科を経て早稲田大学文学部に入学。アメリカインディアナ州、デポー大学（DePauw）に交換留学後、1972年早稲田大学第一文学部文芸科卒業。
ノースウエストオリエント航空客室乗務員、ルフトハンザドイツ航空客室乗務員を経て、日本韓国地区広報室長。50歳で早稲田大学大学院アジア太平洋研究科に社会人入学経営修士取得、その後千葉商科大学大学院政策研究科博士課程修了。ドイツ農林省ドイツワイン基金駐日代表及びPR会社トライメデイアでPRデイレクターを務めた後、2018年より筑波学院大学情報コミュニケーション学部教授。経営情報学科学科長の後、同大学学長を務める。
2016年より国立大学法人筑波技術大学監事。

## 経歴
1967年早稲田大学入学後大学よりの交換留学生としてGreat Lakes College Association（GLCA)のメンバーであるインディアナ州のDePauw Universityに留学、コミュニケーションとジャーナリズムを専攻。1969年にはフランスパリのAlliance Francaiseで語学研修。同年末にナホトカ航路で日本に帰国、復学。
1970年秋に、富士重工から新車のスバル1300とスバル360R2の提供をうけ、インド、パキスタン、アフガニスタン、イラン、トルコを横断する、写真家や学生中心に構成されたアジアハイウェイ探検隊に通訳として参加。
1972年よりノースウエストオリエント航空に客室乗務員として就職し、ベトナムを含むアジア路線に乗務。1973年7月にルフトハンザドイツ航空に転職。
1978年成田空港開港時、また長男が幼稚園に入園するのを機に、地上職に転じ、客室乗務員人事採用担当。1981年より東京霞が関アジア統括本部で広報担当。その後日本韓国地区広報室長。本社と密な業務のため毎月ケルン及びフランクフルトの広報会議、国際営業会議等に参加、報道関係者のドイツ観光視察、ドイツ空港視察に同行、コーポレートコミュニケーション業務に従事。東西ドイツ統一やEU統合時の政策変更をメデイアに伝達。　環境広報、及びドイツ紹介の一環として、ドイツの絵画展、ベルリンフィル、ミュンヘンフィル等の日本公演の文化協賛を手掛ける。
1999年、航空会社が世界的に航空アライアンスを組み、極東統括本部が日本からシンガポールに移転したのを機会に退職し、パソナ系の人材会社、スイス系のPR会社トライメデイア、ドイツ連邦農林省の機関を経て2006年（平成18年）より筑波学院大学情報コミュニケーション学部教授。2010年同大学国際経営学科主任、2012年－2018年学長。
2016年より筑波技術大学監事。実務家教員として、国際社会でのコミュニケーション、および観光業への提言まで幅広く提言している。

## 年譜
- 1997年 - 鳥取空港プロジェクト委員（〜1999年）
- 1999年 - 早稲田大学商議員
- 2000年 - ドイツ連邦農林省ドイツワイン基金審議委員（〜2007年） 静岡空港戦略プロジェクト委員・リージョナル空港研究委員（〜2004年） 松本市観光アドバイザー（〜2004年）
- 2001年 - 航空ジャーナリスト協会会員
- 2003年 - NPO法人 JAPAN NOW観光情報協会[3]副理事長 福岡空港調査委員会委員（〜2009年） 早稲田大学校友誌「早稲田学報」編集委員長（〜2012年）
- 2004年 - 中部国際空港調査委員会委員（〜2010年）
- 2005年 - 国土交通省関東運輸局モデル施策推進委員会委員（〜2007年）
- 2006年 - Japan Council for International Public Relations Association（〜2009年）
- 2007年 - 国土交通省航空局有識者懇談会委員（〜2008年） 茨城空港利用促進懇話会委員（〜2010年）
- 2008年 - 東京家政学院評議員（〜2018年）
- 2009年 - （公財）日本パブリック・リレーションズ協会PRプランナー資格制度委員
- 2010年 - 早稲田大学評議員（〜2018年） つくば市経営戦略会議委員（〜2012年）
- 2011年 - つくば市観光基本計画策定委員（〜2014年） （財）航空医学研究センター「乗員の健康検討会委員」（〜2013年） 茨城県都市計画協会「街づくりアドバイザー」就任 茨城県笠間稲荷周辺街づくり拠点施設事業者選定委員（〜2012年）
- 2012年 - 東京家政学院理事（〜2019年） 茨城県私学審議委員（〜2021年）
- 2013年 - 国土交通省交通政策審議会航空局安全部会委員（〜2018年）
- 2014年 - 経済産業省産業構造審議会航空機産業戦略委員（〜2018年）
- 2015年 - つくば市まちひと仕事創生有識者会議委員（〜2018年） 放送大学学園評議員　 警察庁「外国人運転者にわかりやすい道路標識検討会議」委員
- 2016年 - 県南大学等地域連英協議会委員長（〜2019年）
- 2017年 - つくば市未来構想審議会委員（〜2019年）

## 著書

### 単著
- 『ドイツおいしい物語』東京書籍（1996年6月：ISBN 4-487-79263-0　C0095）
- 『飛翔へのロマン』東京書籍（1998年8月：ISBN 4-487-79379-3）
- 『とらばーゆ宣言』総合労働研究所（2000年3月：ISBN 4-7941-0440-5）
- 『航空会社の広報戦略の教え』ごま書房（2009年11月：ISBN 978-4-341-08367-0）
- 『なぜ日本社会では女性が輝けないのか』文芸社（2022年４月15日：ISBN 978-4-286-23675-9）

### 共著・分担執筆
- 『ドイツってどういう国』第12章「３Kからの脱出」北樹出版（2000年5月：ISBN 4-89384-760-0）
- 『デジタル時代の広報戦略』「国際広報」早稲田大学出版局（2002年7月：ISBN 4-657-02410-8 C1030）
- 『観光学大辞典』「危機管理」木楽舎（2007年11月）
- 『広報PR概論』　同友館　（2010年1月）日本パブリック・リレーションズ協会編
- 『インターンシップ実践ガイド』玉川大学出版部（2017年4月）

## 社会活動

### 主な論文
- 『日本の労働市場』早稲田大学学院修士論文（2001年）
- 『日本の温泉の近代化』日本国際観光学会論文集第9号（2002年）
- 『異文化間におけるクライシスコミュニケーション』日本広報学会　企業危機管理部会論文集（2003年）
- 『観光立国への提言』千葉商科大学ポリシースタディー集（2004年）
- 『海外出国率と社会教育の関連』筑波学院大学紀要第６集（2011年）
- 『ホスピタリティ研究の課題』筑波学院大学紀要第７集（2012年）
- 『国家ブランデイングの課題』中華大学「中華日本研究」（2017年）
- 『観光振興と働き方改革―ドイツの労働慣行を参考に』筑波学院大学紀要第14集（2019年）

### 主な雑誌論文
- 『エアポートエキスプレス』交友社「鉄道ファン」（1982年）
- 『旅行における英会話』朝日新聞社「朝日イヴニングニュース」（1996年）
- 『道のり長いグローバル化』サンケイ新聞　FCGフォーラム誌（1997年）
- 『第二外国語をものにする』アルク出版（1999年）
- 『世界の100都市－ケルン』朝日新聞社（2002年）
- 『旅を創るー世界20都市の紹介』暮らしの手帖社（2002年）
- 『羽田空港の国際化に関して』羽田拡張推進協議会（2006年）
- 『仕事と家庭』Devnet Review（2006年）
- 『ファルケンベルク200年祭』たる出版「たる」（2008年）
- 『日本の基幹空港として』中部空港調査会[4]「Carf」（2010年）
- 『商品としての機内食』光琳「食品工業」Vol. 55, No. 7 （2011年）
- 『日独交流に見るワイン文化と観光』（財）日本交通公社「観光と文化」第35巻6号（2011年）
- 連載『エアライン万華鏡』酣燈社「航空情報」（2001年〜2012年）

### 主な海外講演
- "Open Sky Policy of Japan", Int’l week, University of Applied Science Frankfurt, 2013 May 6
- "Deregulation of Aviation Policy of Japan", Int’l week University of Applied Science Frankfurt
- "German Tourism Promotion in Japan", Int’l week University of Applied Science Frankfurt, 2014 May 8
- "The Role of Low Cost Carrier", Int’l week, University of Applied Science Frankfurt, 2016 May30
- "Strategies for Employee Relation and Internal Communications", IPRA Regional Congress Nairobi, Kenya,　　2016 July
- Communication strategy of Japan, IPRA Regional Congress Lagos Nigeria, 2017 July